# Список самых высоких зданий Беларуси
Список самых высоких зданий Беларуси включает здания высотой более 50 м на территории Республики Беларусь. Список основан на двух подходах CTBUH:
- здание обычно может считаться высоким при высоте от 50 метров или от 14 этажей,
- при измерении высоты здания включаются шпили и архитектурные детали, но не включаются антенные мачты.

В список включены первые 11 по высоте построенных зданий. Высоты округлены до целых значений по математическим правилам. Знак равенства «=», следующий за рангом, обозначает одинаковую высоту между двумя или более зданиями по обоим параметрам (метры, этажи). При равной высоте по одному из параметров более высокое место в таблице отдавалось зданию с большим значением второго параметра. При равных параметрах очередность в таблице приведена по алфавитному порядку названия. В списке приведены только здания и не учитываются сооружения.

## Общий обзор
По состоянию на 2022 года все здания из списка находятся в Минске.
Самым высоким сооружением в Беларуси является Слонимская телевышка с высотой 374 метра. Самым высоким зданием — ЖК Лазурит (138,6 м). Первым зданием выше 20 этажей в стране было здание «Белбыттехпроект», построенное в 1983 году. До 2008 года оно оставалось самым высоким зданием в стране.

## Построенные здания
| Место | Название                                                                           | Фото | Высота, м | Этажность | Год постройки | Координаты                      | Комментарий | Примечания           |
| ----- | ---------------------------------------------------------------------------------- | ---- | --------- | --------- | ------------- | ------------------------------- | --- | -------------------- |
| 1     | ЖК Лазурит                                                                         |      | 138,6     | 37        | 2022          | 53°56′12″ с. ш. 27°28′38″ в. д. | |                      |
| 2     | Royal Plaza                                                                        |      | 135       | 32        | 2014          | 53°54′28″ с. ш. 27°32′59″ в. д. | В разных источниках год завершения строительства указывается как 2013 и 2014; в связи с неоднозначностью в списке указан более поздний год завершения постройки. | [ 3 ] [ 4 ] [ 5 ]    |
| 3     | Парус                                                                              |      | 133       | 32        | 2015          | 53°54′25″ с. ш. 27°31′58″ в. д. | В разных источниках приводится высота здания от 132 до 134 метров; в связи с неоднозначностью в списке указаны «усреднённые» 133 метра. В разных источниках год завершения строительства указывается как 2014 и 2015; на «Яндекс. Панорамах» за 2014 год здание выглядит завершённым, но по-прежнему окружено строительным ограждением; в связи с неоднозначностью в списке указан более поздний год завершения постройки. | [ 6 ] [ 7 ] [ 8 ]    |
| 4     | Славянский квартал                                                                 |      | 109       | 29        | 2012          | 53°54′44″ с. ш. 27°32′24″ в. д. | В базе данных Emporis высота 108,52 указана как примерная («estimated»). | [ 9 ]                |
| 5     | D3                                                                                 |      | 105       | 28        | 2019          | 53°56′36″ с. ш. 27°27′40″ в. д. | В базе данных Emporis высота 104,78 указана как примерная («estimated»). | [ 10 ]               |
| 6     | Arkadia                                                                            |      | 101       | 27        | 2019          | 53°56′19″ с. ш. 27°35′05″ в. д. | В базе данных Emporis высота 101,04 указана как примерная («estimated»). В комплекс входят несколько отдельных зданий с одинаковыми параметрами в базе данных Emporis. | [ 11 ]               |
| 7     | Futuris                                                                            |      | 100       | 25        | 2019          | 53°56′28″ с. ш. 27°40′02″ в. д. | В разных источниках статус готовности здания разный, однако на «Яндекс. Панорамах» за 2019 год здание выглядит завершённым, строительное ограждение отсутствует, прилежащая территория используется; в связи с этим здание включено в список как построенное. | [ 12 ] [ 13 ]        |
| 8     | Каскад                                                                             |      | 97        | 26        | 2016          | 53°54′32″ с. ш. 27°31′08″ в. д. | В базе данных Emporis высота 97,3 указана как примерная («estimated»). В комплекс входят несколько отдельных зданий с одинаковыми параметрами в базе данных Emporis. | [ 14 ]               |
| 9     | жилые комплексы и дома с одинаковыми параметрами высоты (типовые высотные решения) |      | 94        | 25        | 20ХХ          |                                 | В базе данных Emporis 43 здания имеют одинаковую высотность (93,55 метра) и этажность (25 этажей) с постройкой в 2000-х годах; у всех зданий высота указана как примерная («estimated»). | [ 15 ]               |
| 10    | Здание «Белбыттехпроект»                                                           |      | 90        | 20        | 1983          | 53°54′21″ с. ш. 27°32′32″ в. д. | | [ 16 ] [ 17 ] [ 18 ] |
| 11    | DoubleTree by Hilton Hotel Minsk                                                   |      | 90        | 21        | 2016          | 53°54′29″ с. ш. 27°32′53″ в. д. | Здание поставлено в рэнкинге ниже здания «Белбыттехпроект» на основании высоты «без округления». | [ 19 ] [ 20 ]        |

## Строящиеся
| Место | Название                               | Город  | Высота, м | Этажность | Год постройки | Комментарий                                                                                            | Примечания           |
| ----- | -------------------------------------- | ------ | --------- | --------- | ------------- | --- | -------------------- |
| 1     | Газпром-центр                          | Минск  | 189       | 36        | 2027          | Строительство началось в 2015, в 2016 г. остановлена, в 2018 возобновлено, но в 2021 вновь остановлено | [ 21 ] [ 22 ]        |
| 2     | Минский международный финансовый центр | Минск  | 168.2     | 42        | 2027          | Строительство небоскрёба в составе ЖК Минск-Мир началось в 2022 году                                   | [ 23 ] [ 24 ] [ 25 ] |
| 3     | ЖК на улице Мазурова                   | Гомель | ок. 72    | 24        | 2024          | Несколько домов по 24 этажа                                                                            | [ 26 ] [ 27 ]        |